# 北野神社 (名古屋市)
北野神社（きたのじんじゃ）は、愛知県名古屋市中区大須2丁目12-21にある神社。社格は旧村社。旧称は北野社または北野天満宮（きたのてんまんぐう）。

## 祭神
- 菅原道真[1][2]

## 歴史

### 中島郡時代
元享4年（1324年）、後醍醐天皇の勅願によって尾張国中島郡大須庄（現・岐阜県羽島市）に北野天満宮が造営され、菅原道真自筆の自画像が祀られた。元弘3年（1333年）には北野天満宮の別当寺として、僧の能信が真福寺と塔頭の宝生院を創建し、これらは後の大須観音につながった。康永3年（1344年）2月7日に焼失し、その後再建された。
慶長10年（1605年）には木曽川で大洪水が起こり、北野天満宮の社殿が流出した。

### 名古屋城下時代

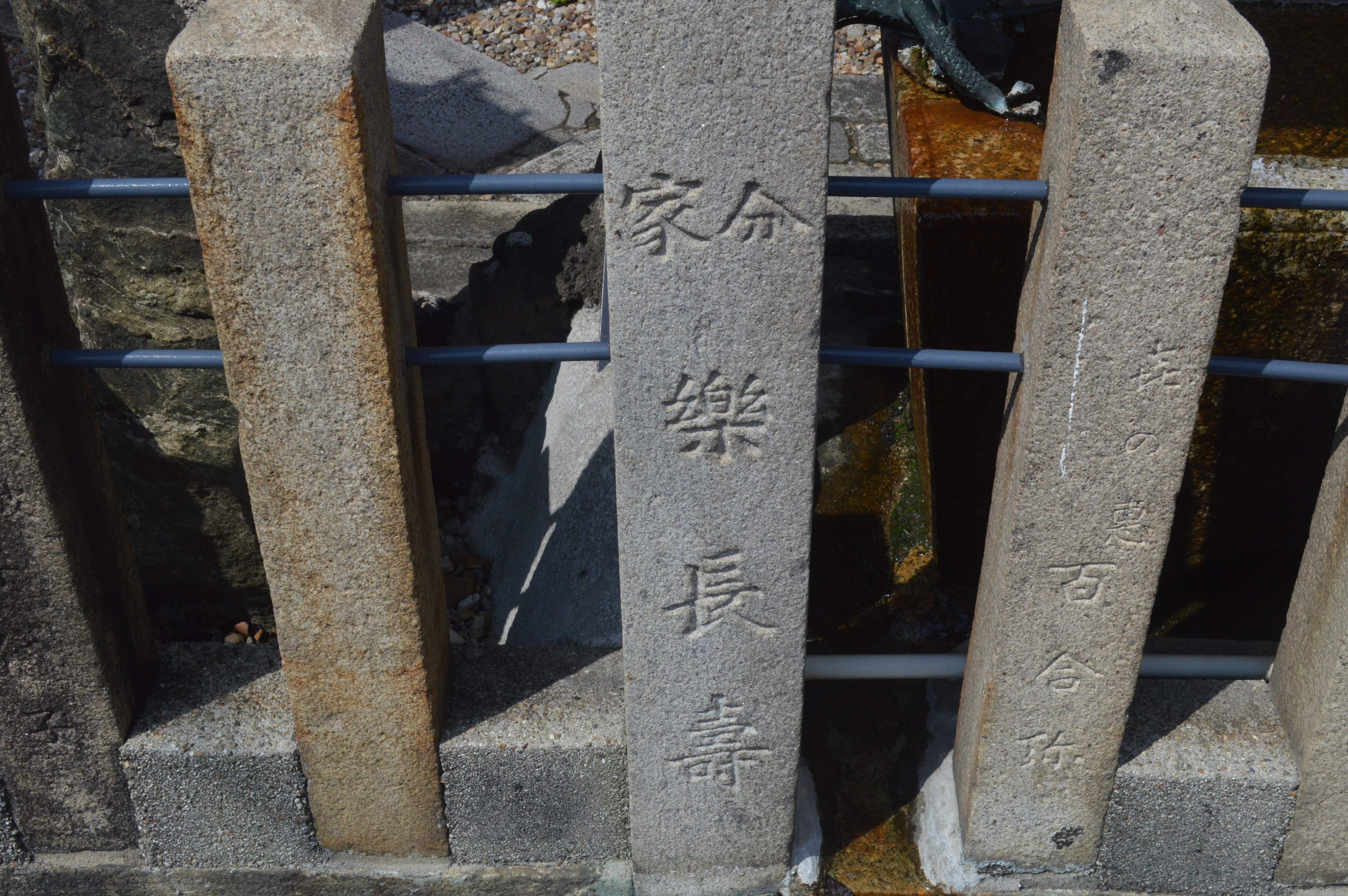
旭廓の楼主らによって寄進された玉垣

慶長17年（1612年）、徳川家康の命（清洲越し）によって宝生院が名古屋城下の現在地に移転し、北野天満宮も宝生院の鎮守として境内に遷座した。
幕末の安政5年（1858年）、近隣に4軒の女郎屋が生まれ、神社の名に因む北野新地が生まれた。1874年（明治7年）10月には県令によって、北野新地が正式に遊女の区画として定められている。北野新地には40数軒の女郎屋があった。なお、明治維新の折には神仏分離令によって社僧が廃されている。
明治初期には近代社格制度による村社に列せられた。
1877年（明治10年）春、北野天満宮の西側一帯に新たに旭廓が設置された。北野天満宮には旭廓の楼主らによって寄進された玉垣や石造物が多数みられる。
1897年（明治30年）頃には社務所が建てられた。

## 境内
- 本殿
- 幣殿
- 拝殿
- 撫で牛
- 手水舎

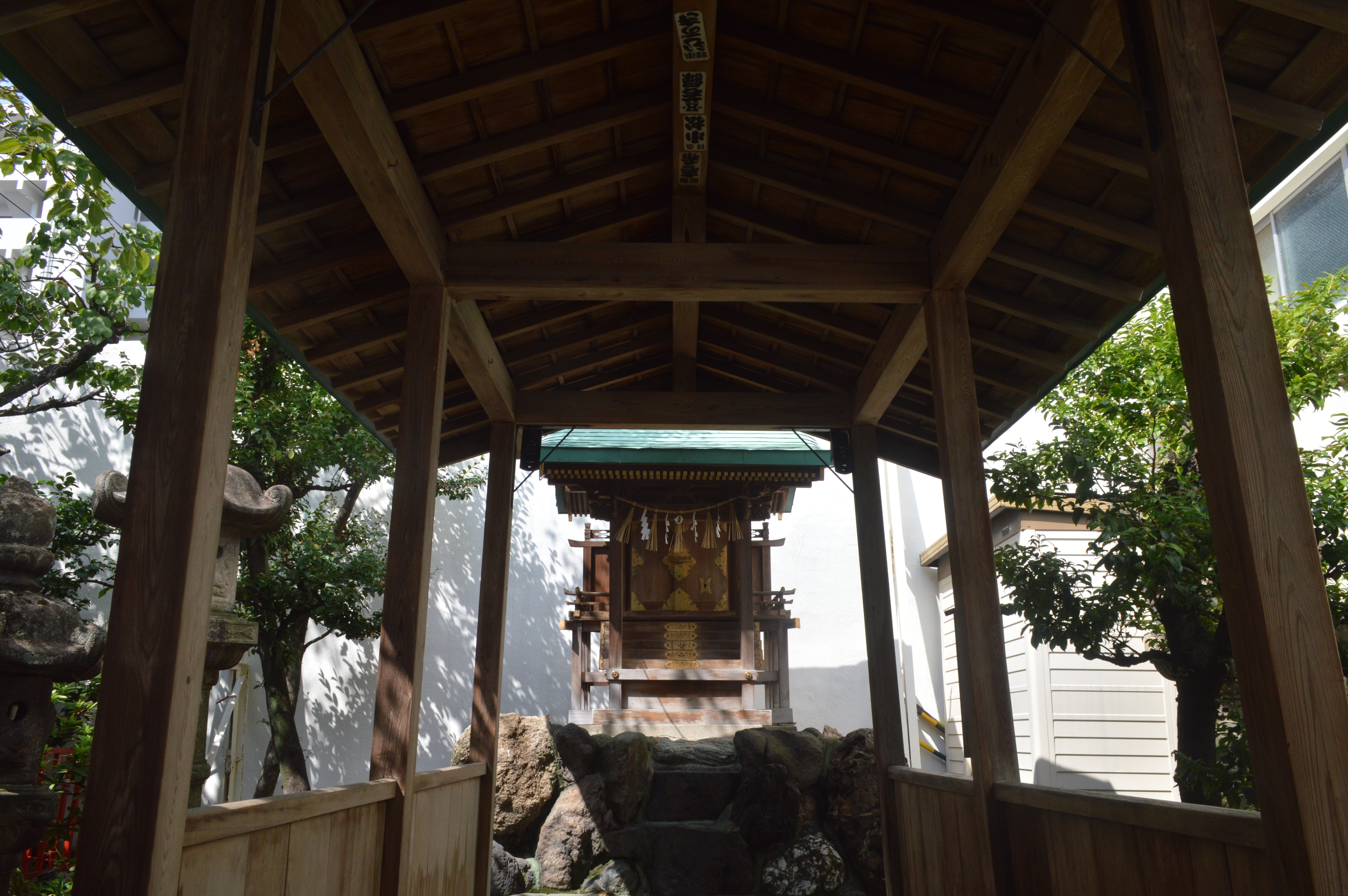
本殿と幣殿
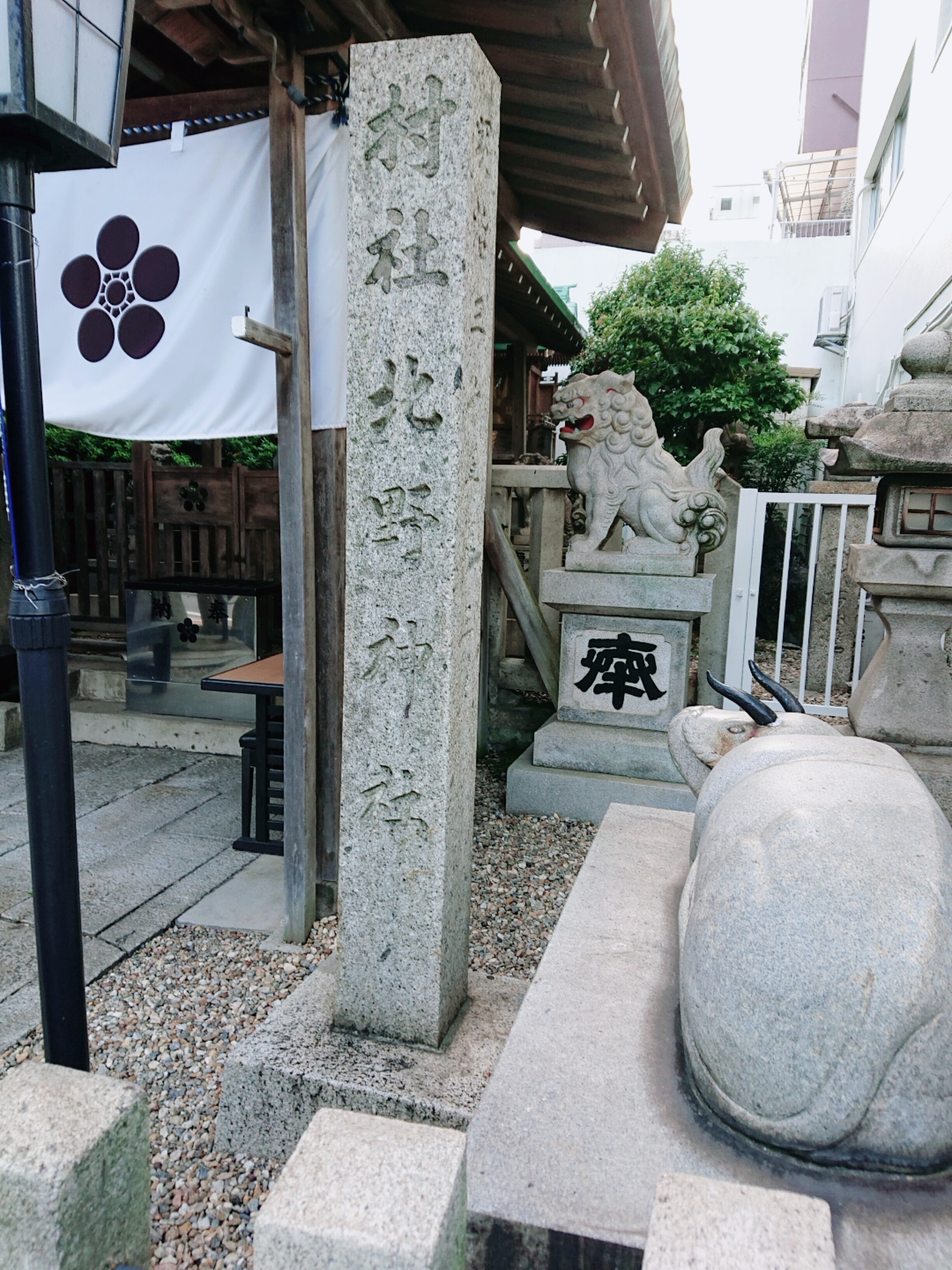
社号標と撫で牛
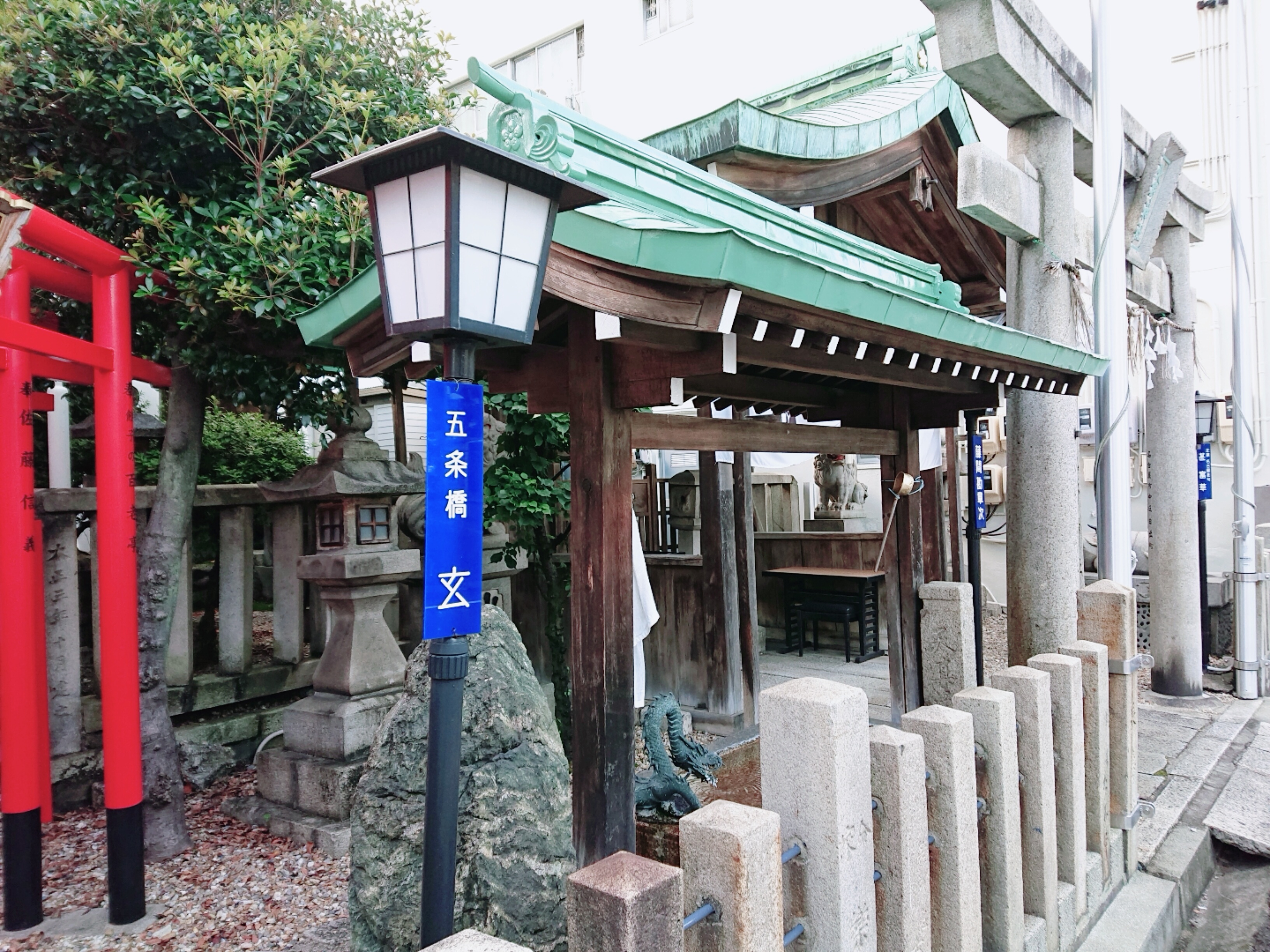
手水舎
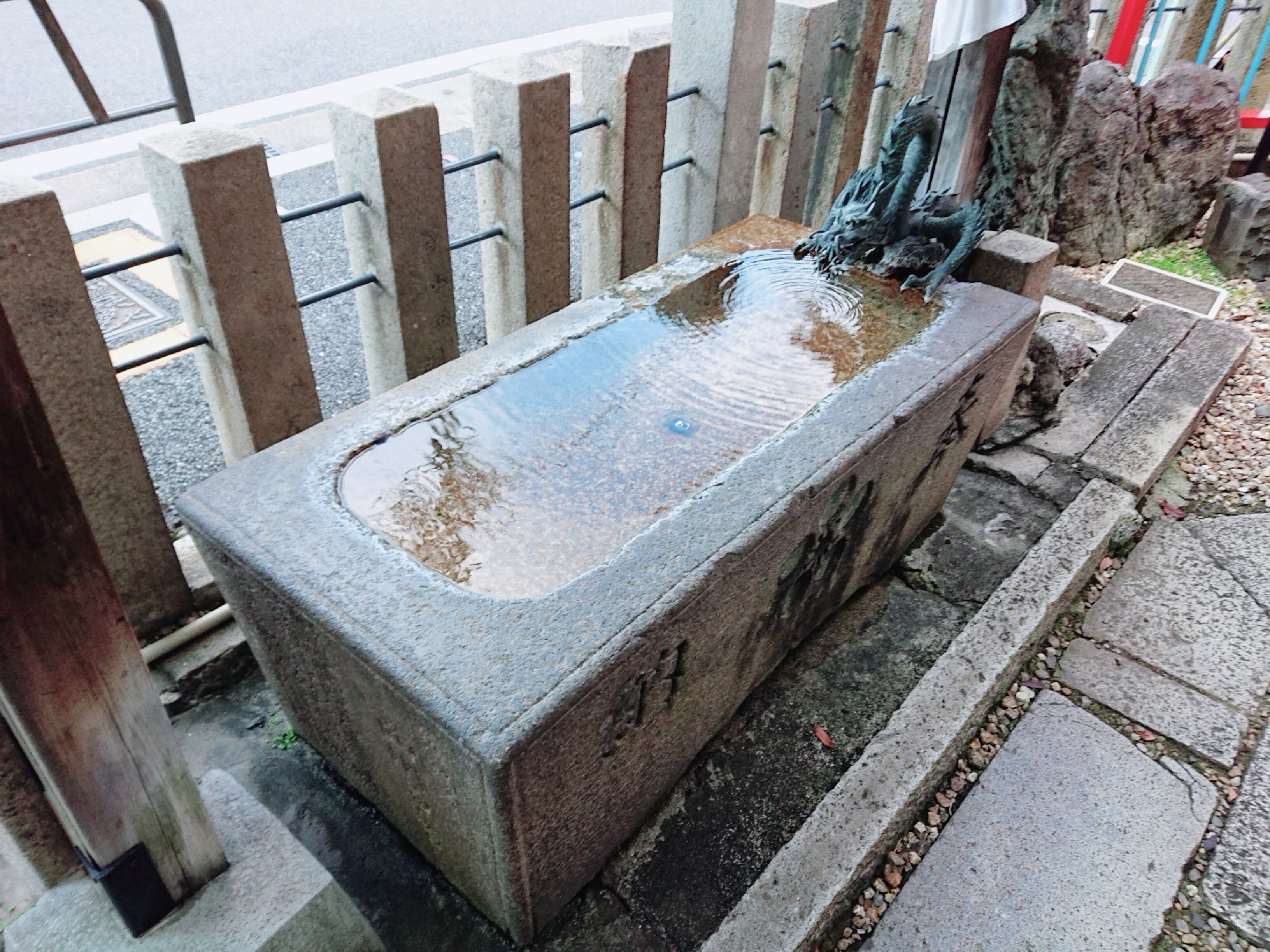
手水鉢

### 摂末社
- 稲荷神社

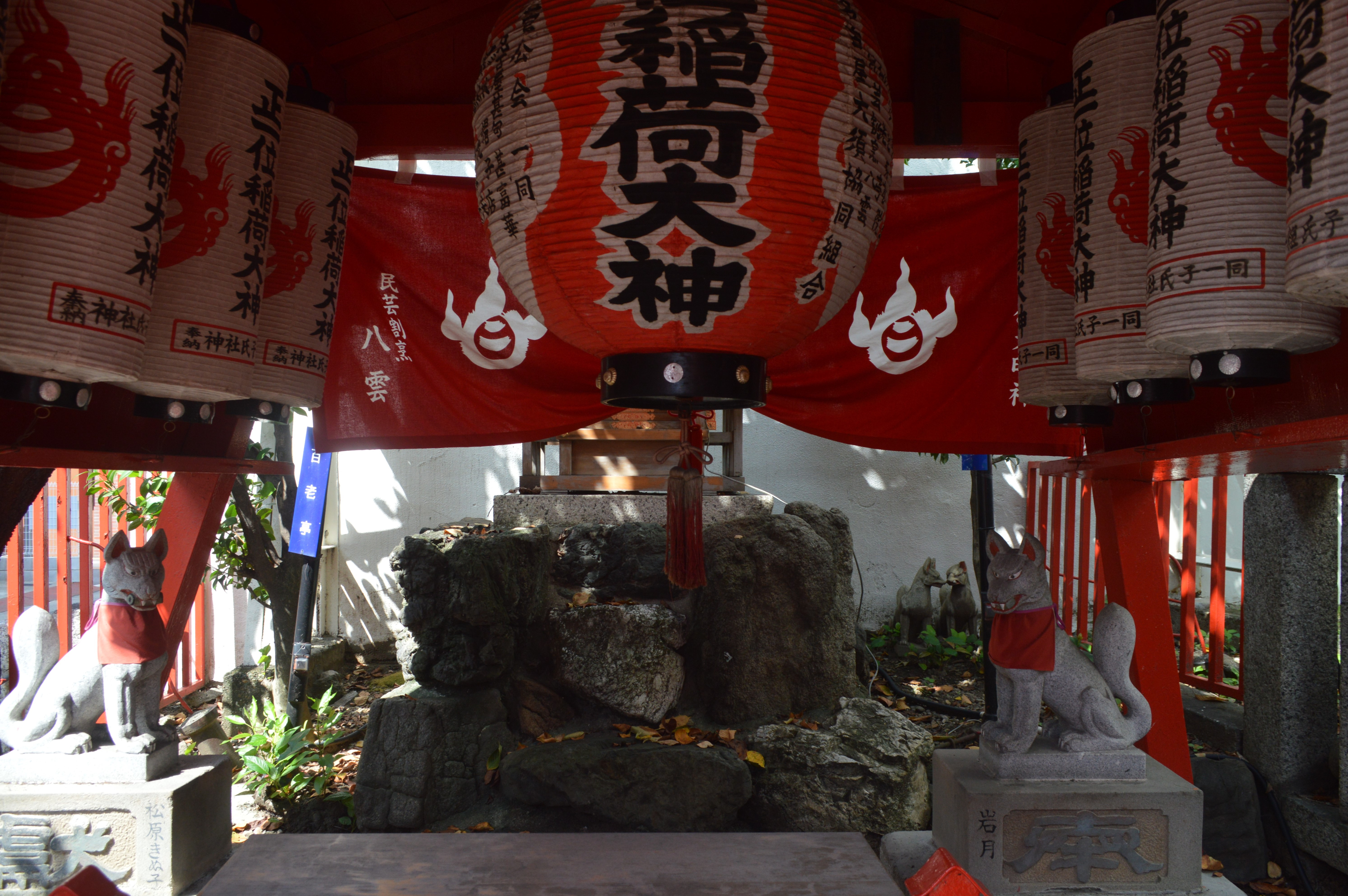
稲荷神社の本殿と拝殿
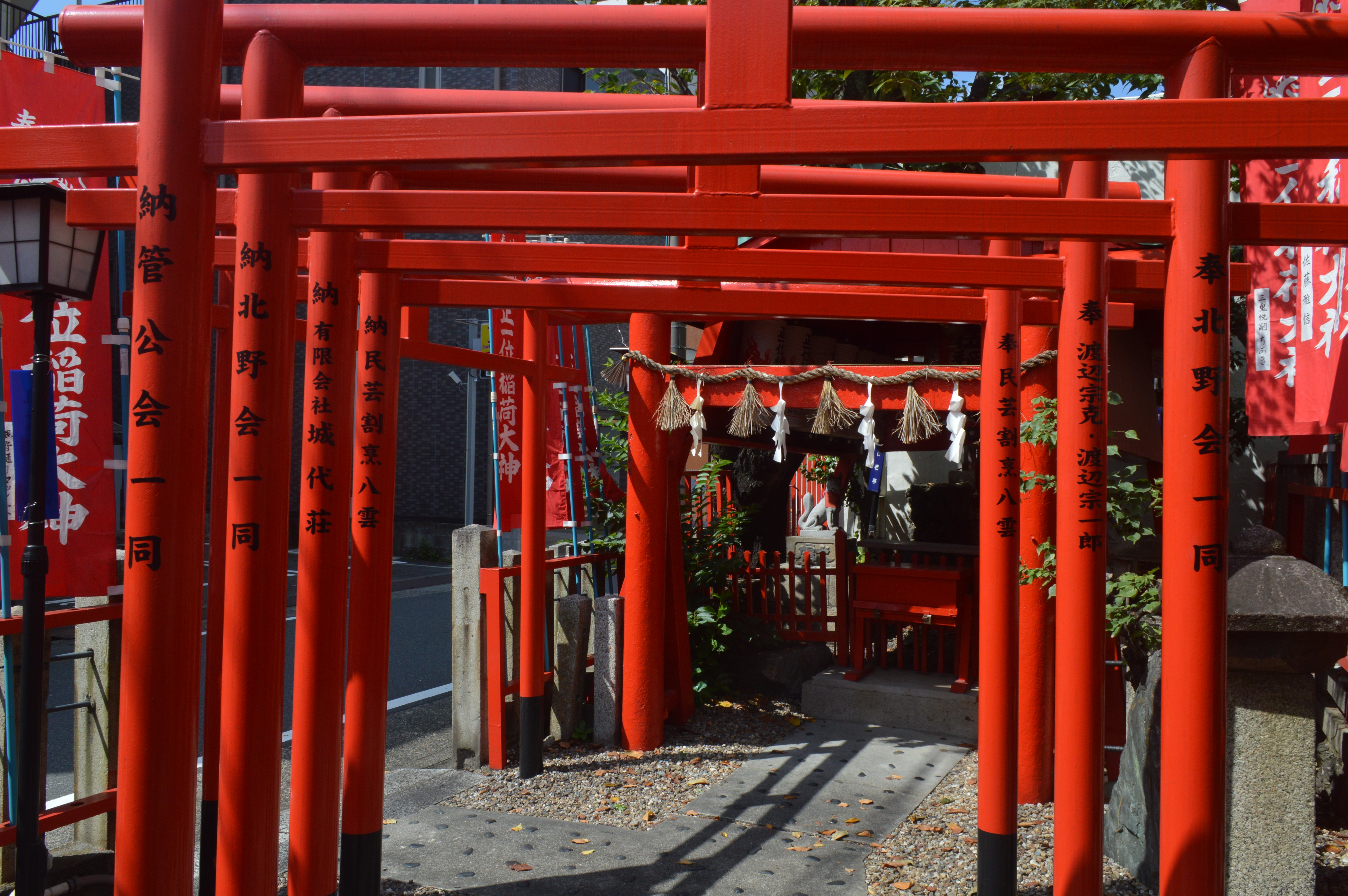
稲荷神社の六連鳥居